# Você É Mais Esperto que um Aluno da Quinta Série?
Você É mais Esperto que um Aluno da Quinta Série? foi uma versão do game show americano Are You Smarter Than a 5th Grader? criado por Mark Burnett e distribuído pela Reveille Productions.
No Brasil foi transmitido pelo SBT e apresentado por Silvio Santos, e dirigido por Michael Ukstin com produção de Camila Massarelli, Solana Ribeiro, André Sanches e Donald Dumas, o redator é Fernando Américo. O programa ainda teve Yudi Tamashiro e Priscila Alcântara como repórteres, interagindo com a plateia e os espectadores. Estreou em 23 de setembro de 2007 e foi exibido até 13 de janeiro de 2008.

## Sinopse
O participante deveria responder a 13 perguntas do nível de quinta série escolar (6º ano) e poderia ganhar um prêmio de até 200 mil reais. As perguntas eram mandadas pelos telespectadores à produção do programa e se a "prova" fosse escolhida, a pessoa ganhava mil reais. Era apresentado aos domingos por Silvio Santos. Como em outros game shows do SBT, a pessoa poderia parar a qualquer momento ou continuar, se errasse até a 9ª pergunta ganharia 20% do valor ganho até ali, mas nas 4 últimas perguntas se o jogador respondesse errado perdia todo o prêmio conquistado. Na "Pergunta de 200 mil reais", o participante só poderia ver a pergunta se fosse responder. Quem parasse ou errasse durante o jogo teria que dizer a frase: "Eu não sou mais esperto(a) do que um aluno da 5ª série".
Ao mesmo tempo 5 crianças participavam da prova, aquela que acertasse mais perguntas recebia um prêmio de mil reais, se houvesse empate o prêmio era dividido. O participante escolhia uma criança para ajudá-lo e poderia pedir-lhe três diferentes ajudas: Espiar (olhava a resposta que a criança havia escrito na sua bancada), Copiar (olhava a resposta da criança e era obrigado a colocá-la) e Salvar (caso o participante errasse a pergunta, pode exibir no quadro a resposta que ele escreveu; caso estivesse errada a resposta, o participante era eliminado do programa). No Brasil, apenas um participante, na última exibição do programa, acertou todas as perguntas e levou o prêmio máximo de 200 mil reais.

## Ao redor do mundo
- Argentina - ¿Sabés más que un chico de 5to grado?
- Austrália - Are You Smarter Than a 5th Grader?
- Áustria - Dreizehn
- Brasil - Você é Mais Esperto que um Aluno da 5° Série?
- Canadá - Are You Smarter Than a Canadian 5th Grader?
- Espanha - ¿Sabes más que un niño de primaria?
- Estados Unidos - Are You Smarter Than a 5th Grader? (formato original)
- França - Êtes vous plus fort qu’un élève de 10 ans?
- Portugal  - Sabe mais do que um Miúdo de 10 Anos?
- Reino Unido - Are You Smarter than a 10-Year-Old?